# Greenwich (Connecticut)
Pour les articles homonymes, voir Greenwich.
Greenwich est une ville située dans le comté de Fairfield, dans l'État du Connecticut aux États-Unis. Lors du recensement de 2010, Greenwich avait une population totale de 61 171 habitants. C'est une des villes les plus riches du pays.

## Géographie
Selon le Bureau du recensement des États-Unis, la superficie de la ville est de 67,29 milles carrés (174,28 km2), dont 47,62 milles carrés (123,34 km2) de terres et 19,67 milles carrés (50,95 km2) de plans d'eau, soit 29 %.

## Histoire
Greenwich devient une municipalité en 1640. Elle est nommée en référence à la ville anglaise de Greenwich, probablement pour la similarité de ses paysages.

## Démographie
| Groupe            | Greenwich | Connecticut | États-Unis |
| ----------------- | --------- | ----------- | ---------- |
| Blancs            | 80,9      | 77,6        | 72,4       |
| Asiatiques        | 7,8       | 3,8         | 4,8        |
| Afro-Américains   | 5,0       | 10,1        | 12,6       |
| Autres            | 3,7       | 5,6         | 6,4        |
| Métis             | 2,6       | 2,6         | 2,9        |
| Amérindiens       | 0,1       | 0,3         | 0,9        |
| Total             | 100       | 100         | 100        |
|                   |           |             |            |
| Latino-Américains | 13,9      | 13,4        | 17,4       |

| 1800  | 1810  | 1820  | 1830  | 1840  | 1850  |
| ----- | ----- | ----- | ----- | ----- | ----- |
| 3 047 | 3 533 | 3 790 | 3 801 | 3 921 | 5 036 |

| 1860  | 1870  | 1880  | 1890   | 1900   | 1910   |
| ----- | ----- | ----- | ------ | ------ | ------ |
| 6 522 | 7 644 | 7 892 | 10 131 | 12 172 | 16 463 |

| 1920   | 1930   | 1940   | 1950   | 1960   | 1970   |
| ------ | ------ | ------ | ------ | ------ | ------ |
| 22 123 | 33 112 | 35 509 | 40 835 | 53 793 | 59 755 |

| 1980   | 1990   | 2000   | 2010   | 2020   | - |
| ------ | ------ | ------ | ------ | ------ | - |
| 59 578 | 58 441 | 61 101 | 61 171 | 63 518 | - |

## Jumelage
La ville est jumelée avec la ville française de Vienne dans le département de l'Isère, en région Auvergne-Rhône-Alpes.

## Économie
Greenwich est souvent considérée comme la capitale mondiale des hedge fund. Près de 20 % des fonds spéculatifs mondiaux sont localisés dans cette petite ville qui est surnommé « hedge fund city ».
Les principaux hedge fund qui ont leur siège dans la ville sont : AQR Capital (en), Blue Harbour Group (en), North Street Capital (en), Silver Point Capital (en), Viking Global Investors (en), First Reserve Corporation (en) ou encore Tudor Investment Corporation.
On trouve également les sièges de : Nestlé Water North America, le courtier en ligne Interactive Brokers, XPO Logistics et W. R. Berkeley (en) (compagnie d'assurance).

## Personnalités liées à la ville
L'industrielle des cosmétiques Helena Rubinstein (1872-1965) y a possédé une maison.
Le chef d'entreprise français Arnaud Lagardère (1961-) y a possédé une résidence.
L’homme politique  Christopher Coons (1963-), sénateur des États-Unis pour le Delaware depuis 2010.

## Galerie

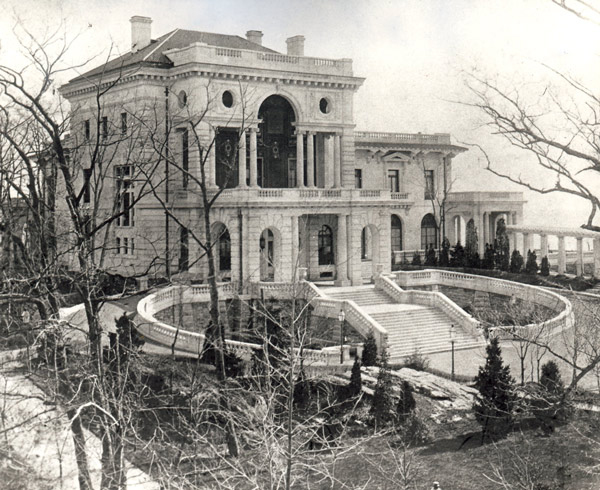
Villa du banquier Elias Cornelius Benedict (en) en 1895 (elle existe encore de nos jours).
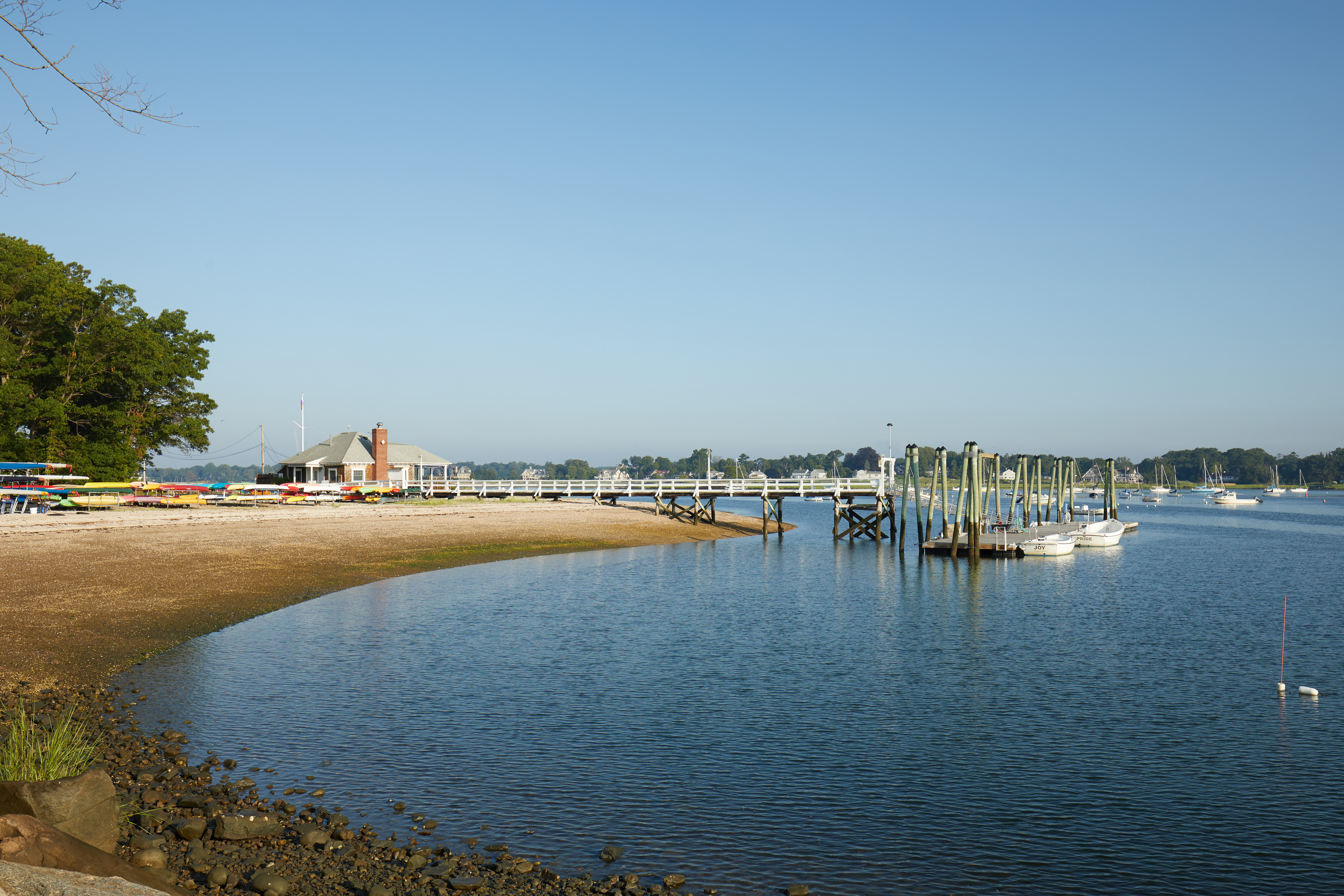
Greenwich Point.
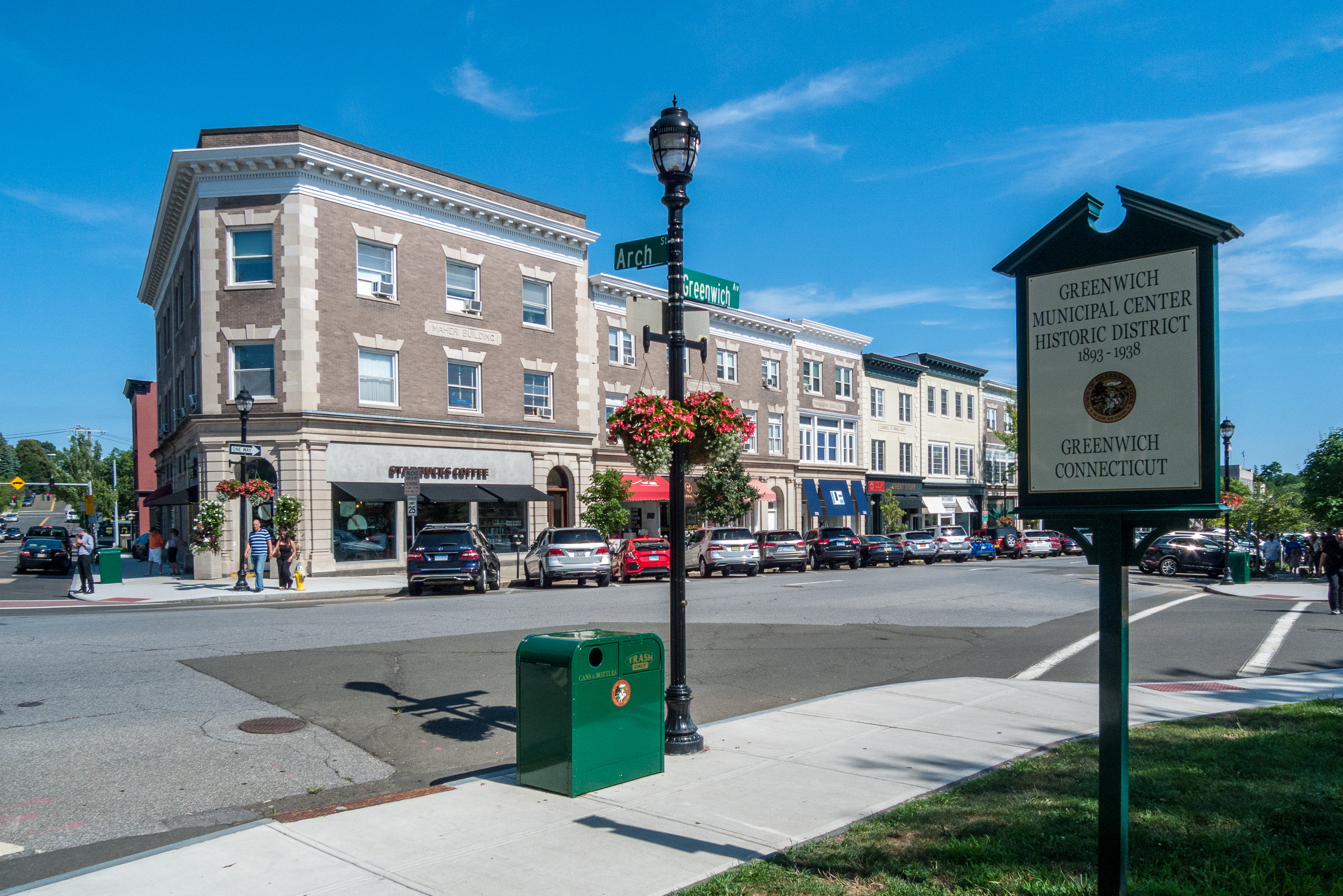
Centre historique.
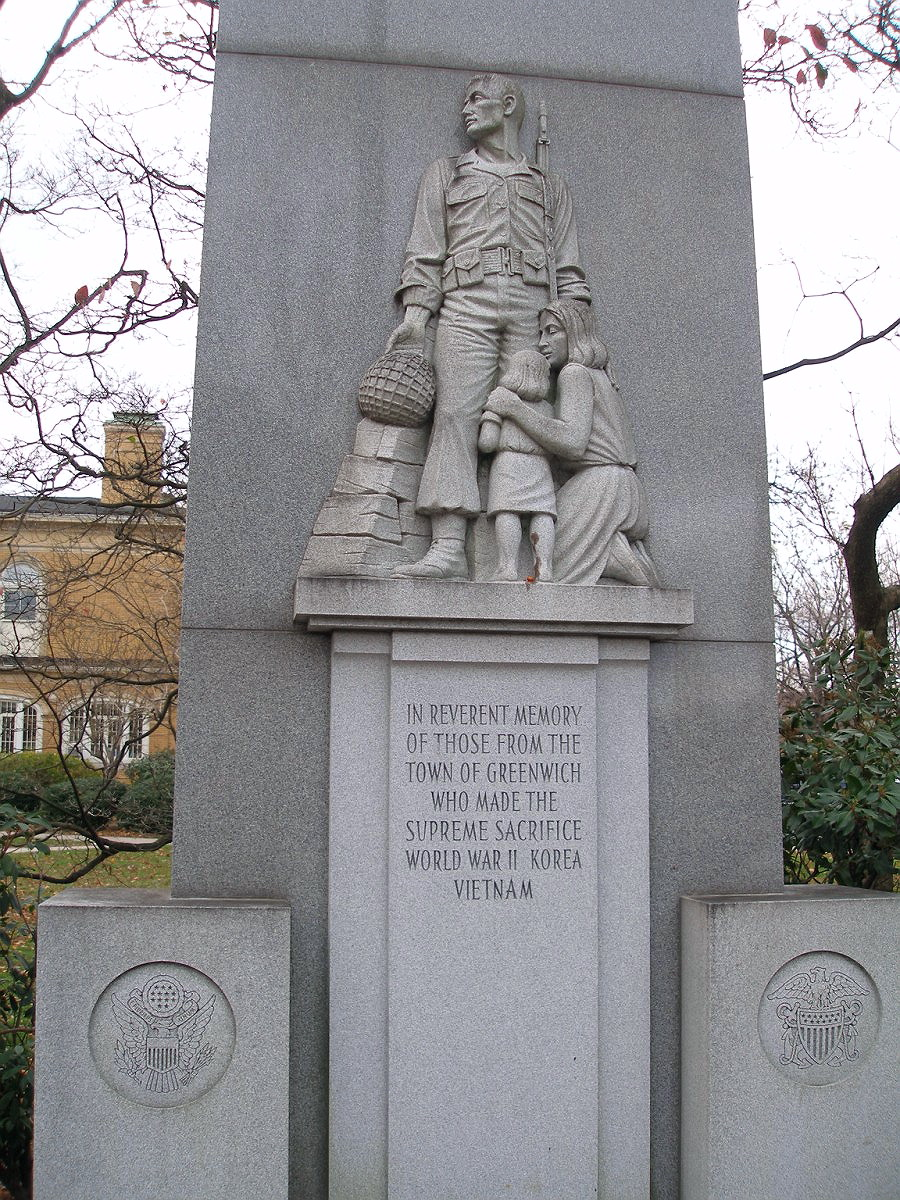
Monument aux morts de la Seconde Guerre mondiale et de la guerre de Corée.
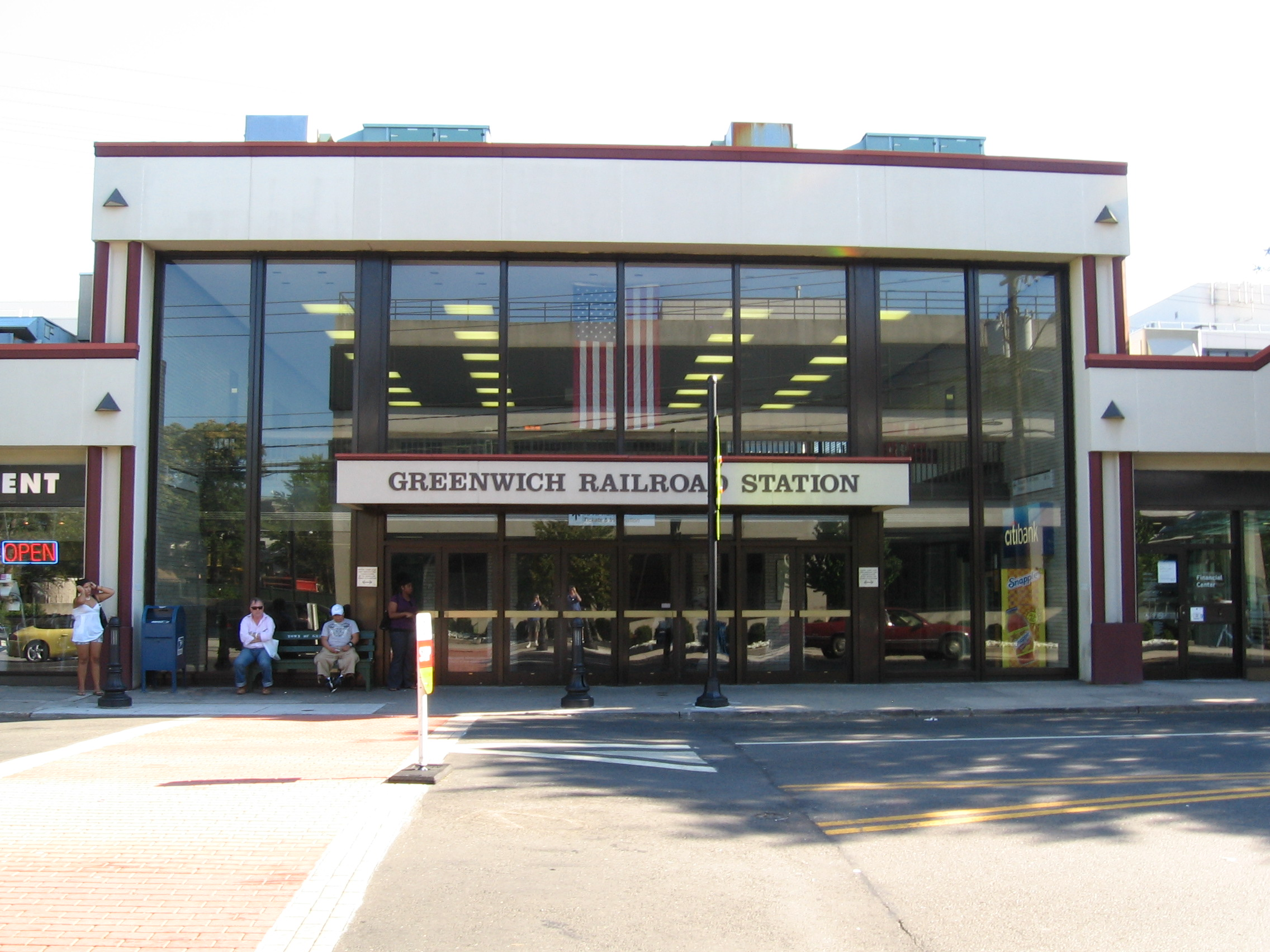
Gare.
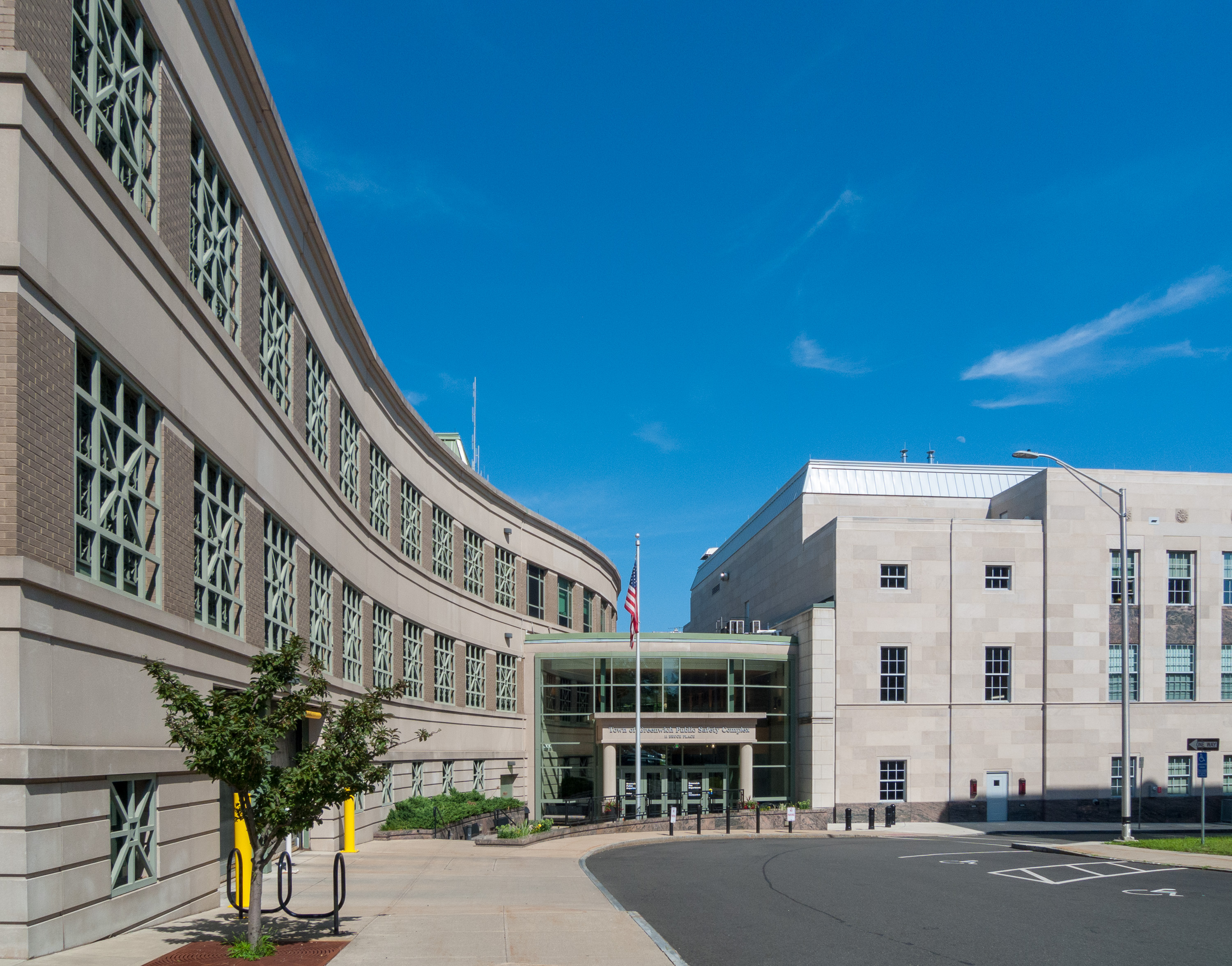
Poste de police.
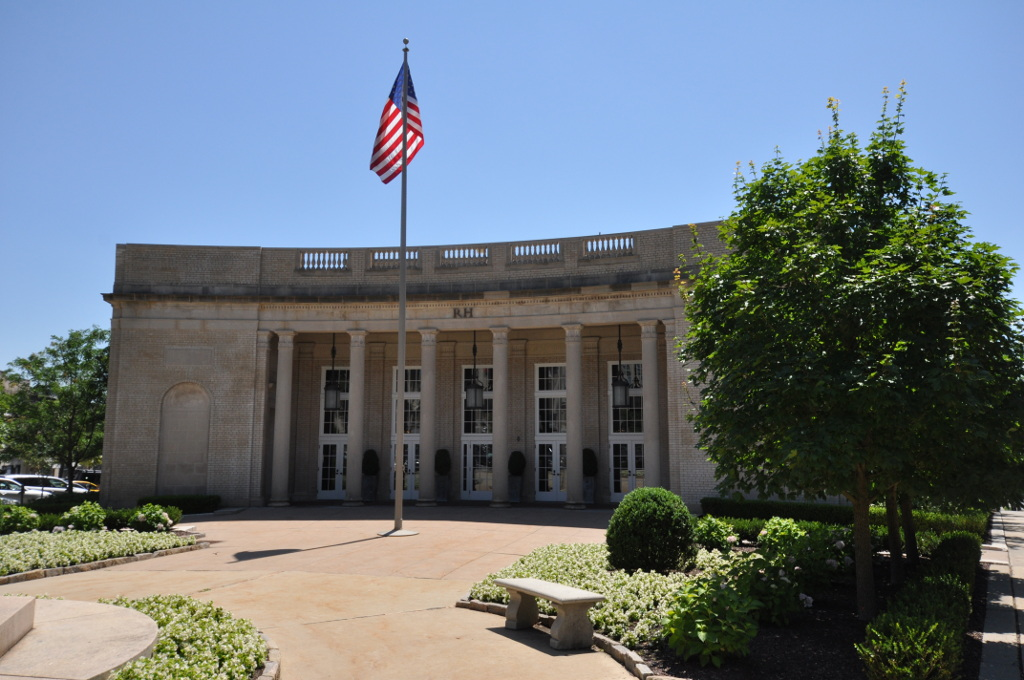
Ancien bureau de poste.
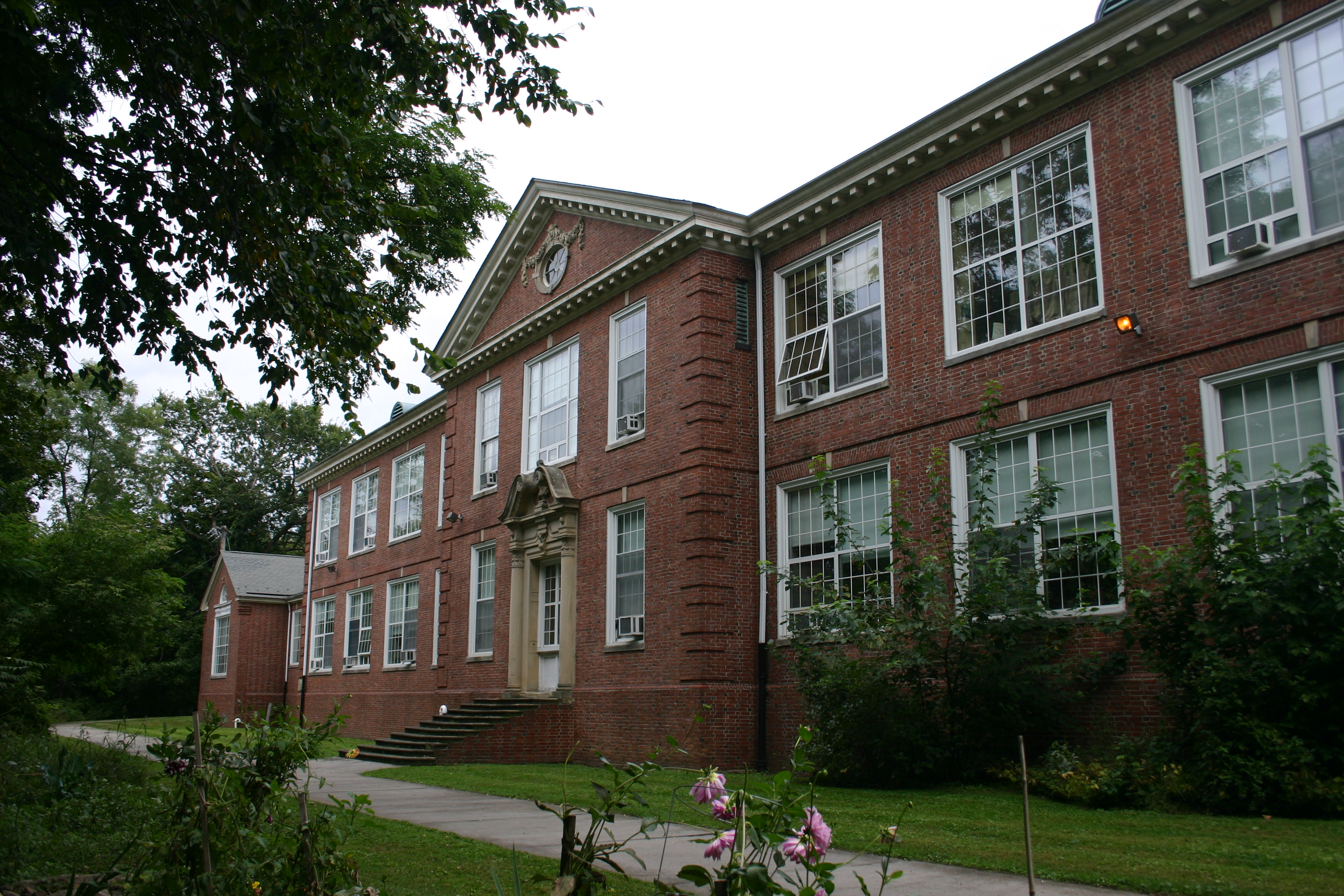
École Byram.
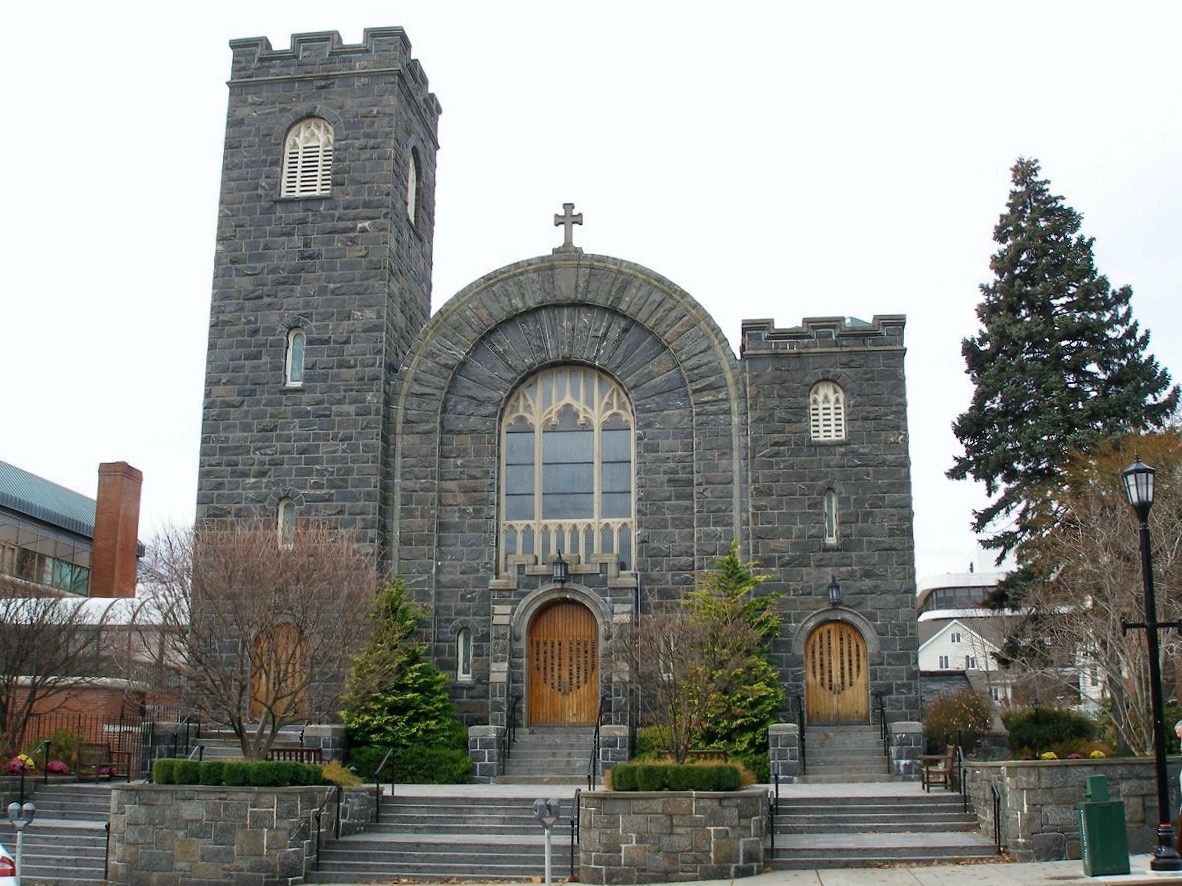
Église catholique.
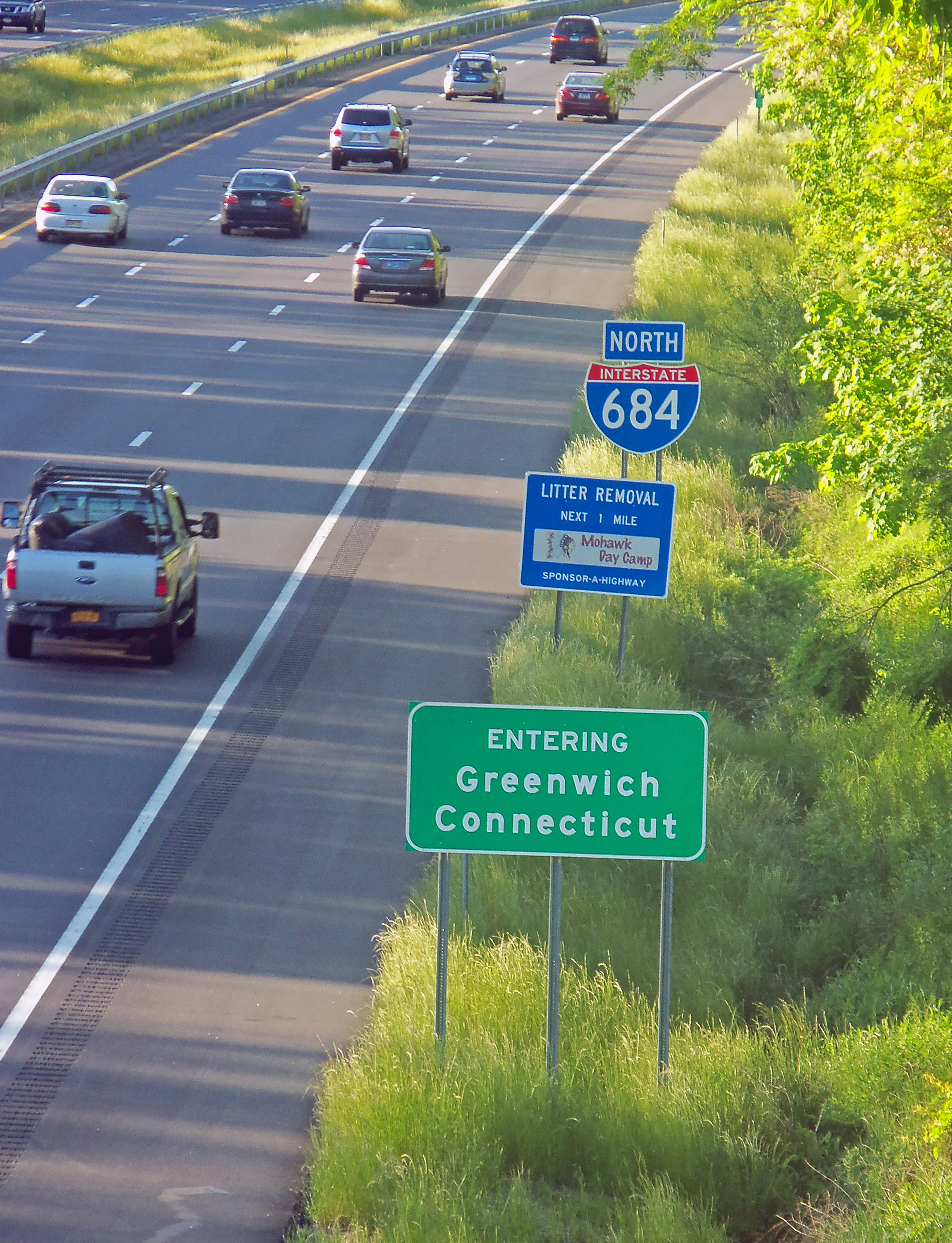
Interstate 684.